# Analiza zstępująca
Analiza zstępująca (ang. top-down parsing) to strategia znajdowania powiązań między danymi przez stawianie hipotez dotyczących drzewa rozbioru składniowego i sprawdzanie, czy zależności między danymi są zgodne z tymi hipotezami. Analiza zstępująca znajduje zastosowanie zarówno w przetwarzaniu języka naturalnego, jak i analizie składniowej języków programowania.
Proste implementacje analizy zstępującej mogą wpadać w pętlę nieskończoną dla gramatyk lewostronnie rekursywnych, a algorytmy analizy zstępującej z nawrotami mogą działać w czasie wykładniczym względem długości ciągu wejściowego dla niejednoznacznych gramatyk bezkontekstowych.